# Johannes von Salisbury

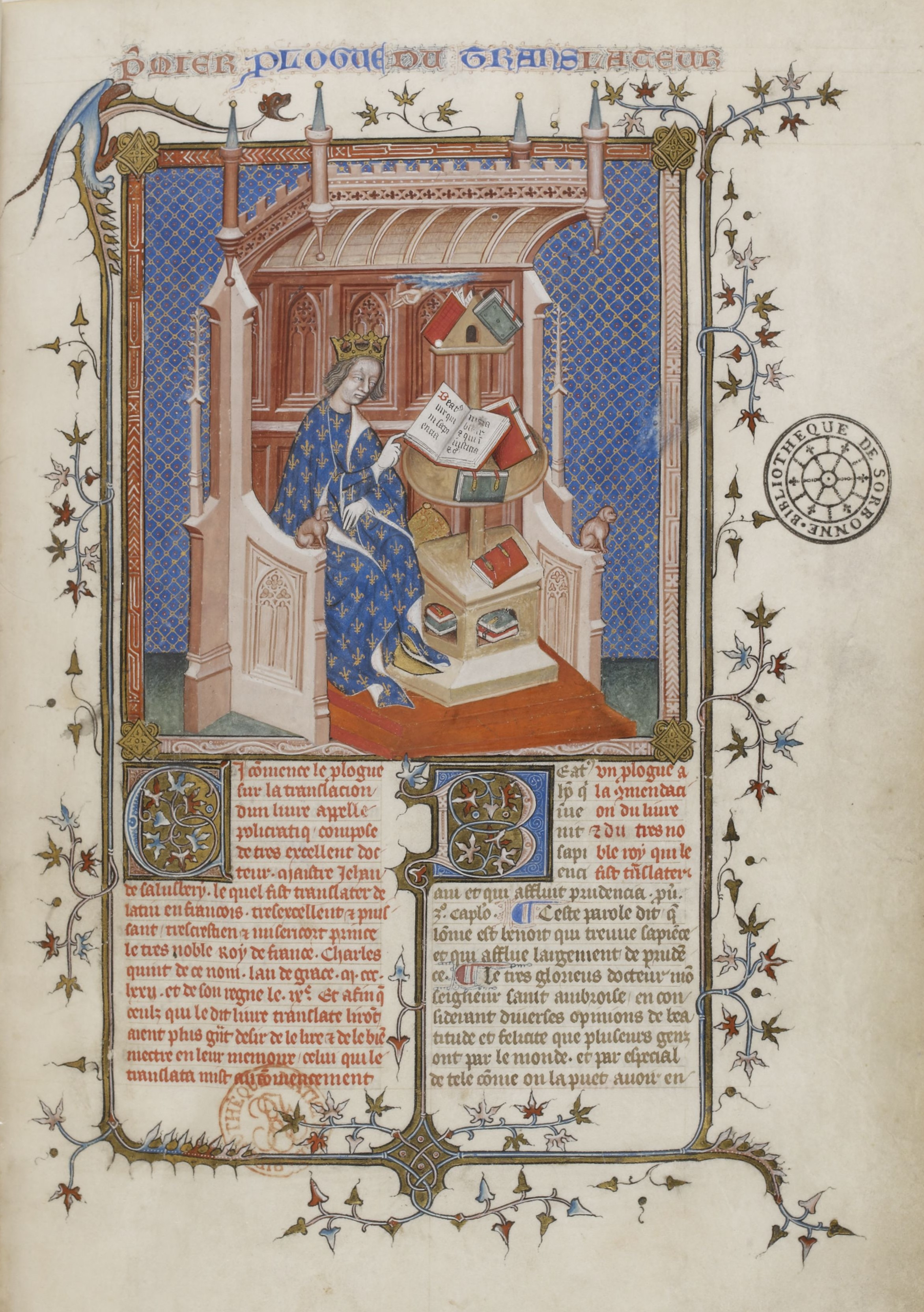
Der Anfang der Vorrede von Denis Foulechat zu seiner französischen Übersetzung des Policraticus des Johannes von Salisbury in der Handschrift Paris, Bibliothèque nationale de France, Fr. 24287, fol. 2r (14. Jahrhundert). Die berühmte Buchmalerei zeigt König Karl V. von Frankreich.

Johannes von Salisbury (englisch John of Salisbury, lateinisch Joannes Salisberiensis; * um 1115 bei Salisbury; † 25. Oktober 1180 in Chartres) war einer der bedeutendsten englischen Theologen seiner Zeit. Er studierte bei Peter Abaelard in Paris, arbeitete als Sekretär für Thomas Becket in England und wurde 1176 zum Bischof von Chartres ernannt.

## Leben
Johannes von Salisbury wurde zwischen 1115 und 1120 in der Nähe von Salisbury, England geboren. Über seine Kindheit ist bis auf eine kurze biographische Notiz nichts bekannt. Im Policraticus, seinem Werk zur Staatskunst, beschreibt er kurz sein Aufwachsen im Haus eines Priesters, dem er wohl anvertraut worden war und der ihn den ersten Psalm lehrte.
Um das Jahr 1136 begann Johannes seine Studien bei Wilhelm von Conches, Gilbert von Poitiers, Thierry von Chartres und sogar Peter Abaelard. Im Jahr 1147 schloss er seine Studien in Theologie ab und trat nach Priesterweihe und kurzer Tätigkeit für seinen Freund Abt Peter von Celle in die Verwaltung des Erzbischofs Theobald von Canterbury ein. Dort arbeitete er als Rechtsberater, Gesandter und Sekretär.
Als Theobald 1162 starb, setzte Johannes seine Tätigkeiten unter Thomas Becket fort, fiel im Rahmen des Streits mit Heinrich II. aber bald in Ungnade und musste seinem Dienstherrn 1163 ins französische Exil vorauseilen. Erst 1170 kehrte er nach Canterbury zurück, nur kurz vor der Ermordung Thomas Beckets am 29. Dezember 1170, deren Augenzeuge er wurde. Ab 1174 war er als Schatzmeister in Exeter tätig, bevor er 1176 auf den Bischofsstuhl von Chartres gewählt wurde. Er starb am 25. Oktober 1180 und liegt in der Klosterkirche von Notre-Dame-de-Josaphat begraben.

## Werk
Als Autor trat Johannes erstmals 1157 mit seinem Lehrgedicht Entheticus de dogmate philosophorum in Erscheinung, das er wohl in den zwei vorausgehenden Jahren verfasst hatte. Es handelt sich dabei um eine Verteidigung der trivialen Bildung in Form eines Plädoyers für antike Literatur und Philosophie. Zwei Jahre später griff er in seinem Metalogicon dieses Thema nochmals auf, dehnt seine Ausführungen dabei aber auch auf Einsichten in den Lehr- und Studienbetrieb seiner Zeit aus.
Im zeitgleich verfassten Policraticus  (1156–59) entwarf er eine organologische Staats- und Gesellschaftstheorie, die auf Analogien zwischen menschlicher Anatomie und dem idealen Aufbau eines Staates beruht. Ursprünglich als Fürstenspiegel gedacht, wird das Werk oft als „erste große Staatstheorie des Mittelalters“ bezeichnet. Inhaltlich sollte Thomas Becket auf seine geistlichen Pflichten als Reichskanzler aufmerksam gemacht werden. Als Fürstenspiegel behielt der Policraticus bis ins 17. Jahrhundert hinein Bedeutung: Im ersten Teil kritisierte Johannes die Unsitten, die sich am Hof breitmachten, und zeigt die eigentlichen Pflichten der Vertreter des Staates auf. Vor diesem Zusammenhang vertrat Johannes die Ansicht, es sei die persönliche Entscheidung eines einzelnen, ob er sich in das Gemeinwesen einbringen wolle. Ferner sei es erlaubt, einen Herrscher zu töten, der durch Aufhebung von Recht und Billigkeit die Grundordnung eines Gemeinwesens zerstöre. Mit dem zweiten Teil wollte er eine Anleitung zur Tugend und zur wahren Glückseligkeit bieten. Er behandelt verschiedene antike philosophische Ansätze, will aber stets die philosophischen Lehren mit den Einsichten des Christentums verbinden.
Mit der Historia Pontificalis von 1163 liegt ein historiographisches Werk von ihm vor, in dem er sich mit seiner Zeit als Papstgesandter und dem Reimser Konzil von 1148 bis 1152 befasst. Aus demselben Jahr stammt auch die Vita Anselmi, die er zur Kanonisierung des Scholastikers Anselm von Canterbury verfasst hat. Sein letztes selbst verfasstes Werk ist ein schriftlicher Bericht zu den Todesumständen von Thomas Becket, die Vita Sancti Thomae. Zudem liegt eine zweibändige  Edition seiner umfangreichen Korrespondenz aus den Jahren 1153–1161 und 1163–1180 vor. Aus seiner Zeit als Bischof von Chartres 1176–1180 sind keine weiteren Schriften bekannt.

## Philosophische und theologische Positionen
Im Universalienstreit näherte Johannes von Salisbury sich den Auffassungen des Aristoteles. Universalien hätten ihm zufolge keine selbständige Existenz, sondern seien mentale Vorstellungen von wirklichen Gattungen. Diese Position wird auch als Konzeptualismus bezeichnet. Bekannt ist Salisbury auch für seine vehementen Attacken gegen die von ihm Cornificianer genannten Bildungspragmatiker, die etwa seit Ende des 11. Jahrhunderts Einfluss auf Bildungskanon und Bildungspolitik nehmen wollten. Speziell im Entheticus de dogmate philosophorum und im Metalogicon finden sich explizite Aussagen gegen die Cornificianer und zur Verteidigung des Triviums. Darin knüpfte er auch an Ciceros Gedanken an, wonach Menschen sich aus ihren tierischen Ursprüngen aufgrund ihrer eigenen Fähigkeiten – vor allem durch Sprache und Vernunft – zu zivilisierten Wesen entwickelt haben. Daher seien die Qualitäten des Menschen und die Grenzen seiner Erkenntnis nicht von Geburt an beschränkt; seine natürlichen Anlagen könnten durch Erziehung weiterentwickelt werden. Dabei sei der Mensch nicht allein auf die Gnade Gottes angewiesen; er müsse die materielle Welt nicht meiden.

## Werke
- Policraticus de nugis curialium. [Fratres vitae communis, Brüssel, um 1479/81]. urn:nbn:de:hbz:061:1-70855 Digitalisierte Inkunabel-Ausgabe der Universitäts- und Landesbibliothek Düsseldorf
- Johannes von Salisbury, Policraticus I–IV (Corpus Christianorum Continuatio Mediaevalis, Band 118), ed. Katharine S.B. Keats-Rohan, Brepols, Turnhout 1993, ISBN 978-2-503-04181-0. (maßgebliche Ausgabe)
- Ioannis Sareberiensis Policratici sive de nugis curialium et vestigiis philosophorum libri VIII, ed. Clemens Webb. Clarendon Press, Oxford 1909. (ältere Ausgabe)
- John of Salisbury, Policraticus. Of the Frivolities of Courtiers and the footprints of Philosophers, transl. by Cary J. Nederman. Cambridge University Press, Cambridge 1990, ISBN 978-0-521-36701-1. (englische Teil-Übersetzung)
- Johannes von Salisbury: Policraticus. Eine Textauswahl. Lateinisch-Deutsch, ausgewählt, eingeleitet und übersetzt von Stefan Seit, Freiburg/Breisgau: Herder 2008 (Herders Bibliothek der Philosophie des Mittelalters 14), ISBN 978-3-451-28705-3.
- Johannes von Salisbury, Metalogicon (Corpus Christianorum Continuatio Mediaevalis, Band 98), ed. J.B. Hall. Brepols, Turnhout 1991, ISBN 978-2-503-03981-7. (maßgebliche Ausgabe)
- Johannes von Salisbury, Metalogicon. Eingeleitet und übersetzt von Helga Köhler. Hiersemann, Stuttgart 2025 (= Bibliothek der mittellateinischen Literatur 19) (deutsche Übersetzung), ISBN 978-3-7772-2310-0